# Tsentralni (Mostovskói, Krasnodar)
Tsentralni (del ruso: Центральный) es un jútor del raión de Mostovskói del krai de Krasnodar, en el sur de Rusia. Está situado en la orilla izquierda del río Labá (poco después de su formación), de la cuenca del Kubán, 12 km al sur de Mostovskói y 170 km al sureste de Krasnodar, la capital del krai. Tenía 285 habitantes en 2010.
Pertenece al municipio Perepravnenskoye.